# آرکیچمبالو
آرکیچمبالو (به ایتالیایی: archicembalo) یا آرچیچمبالو (به ایتالیایی: arcicembalo) یک ساز موسیقی بود که در سال ۱۵۵۵ توسط نیکولا ویچنتینو، موسیقی‌دان ایتالیایی رنسانس معرفی شد. این ساز در واقع یک جور هارپسیکورد بود که با کلیدهای اضافی ساخته شده بود تا بتوان با آن فواصل ریزپرده‌ای و نظام کوک خالص را تجربه کرد.

## کوک

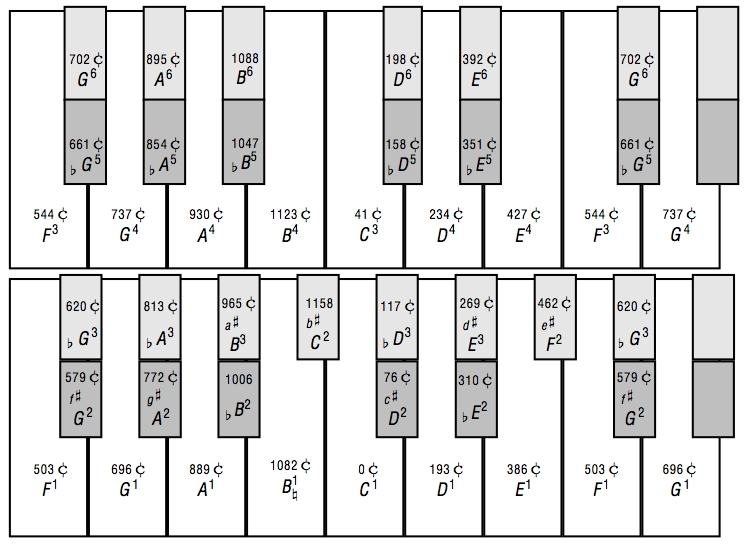
نمودار کوک آرکیچمبالو بر حسب سنت.

ویچنتینو دو روش کوک برای آرکیچمبالو در نظر گرفته بود:
1. مهم‌ترین روش مبتنی بر اعتدال میانگین با ربع کما بود که امکان انواع بسیاری از فاصله پنجم را فراهم می‌کرد و عملاً معادل اعتدال مساوی ۳۱ نتی بود.
2. ویچنتینو یک روش جایگزین برای کوک ساز را نیز مطرح کرد که در آن صفحه کلید بالایی نسبت به صفحه کلید پایینی به اندازهٔ یک چهارم کما زیرتر کوک می‌شد. این روش امکان نواختن آهنگ‌ها با نظام کوک خالص را فراهم می‌کرد.